# Nina Katchadourian
Nina Katchadourian est une artiste américaine née en 1968. Elle travaille la photographie, la sculpture, la vidéo et le son, souvent de manière ludique. Elle est surtout connue pour ses « Autoportraits de toilettes dans le style flamand », une série d'autoportraits pris dans des toilettes d'avion.
Ses projets ont été largement exposés, notamment une exposition personnelle au musée d'art contemporain de San Diego en juillet 2008, au musée d'art de Turku en Finlande en janvier 2006 et à la fondation ArtPace pour l'art contemporain. Une exposition importante de son art à mi-carrière, accompagnée d'un catalogue d'exposition a été organisée par le Blanton Museum of Art à Austin en 2017. Elle a aussi été exposé au Centre Cantor pour les arts visuels de l'Université de Stanford en 2017 et 2018.

## Galerie d'images

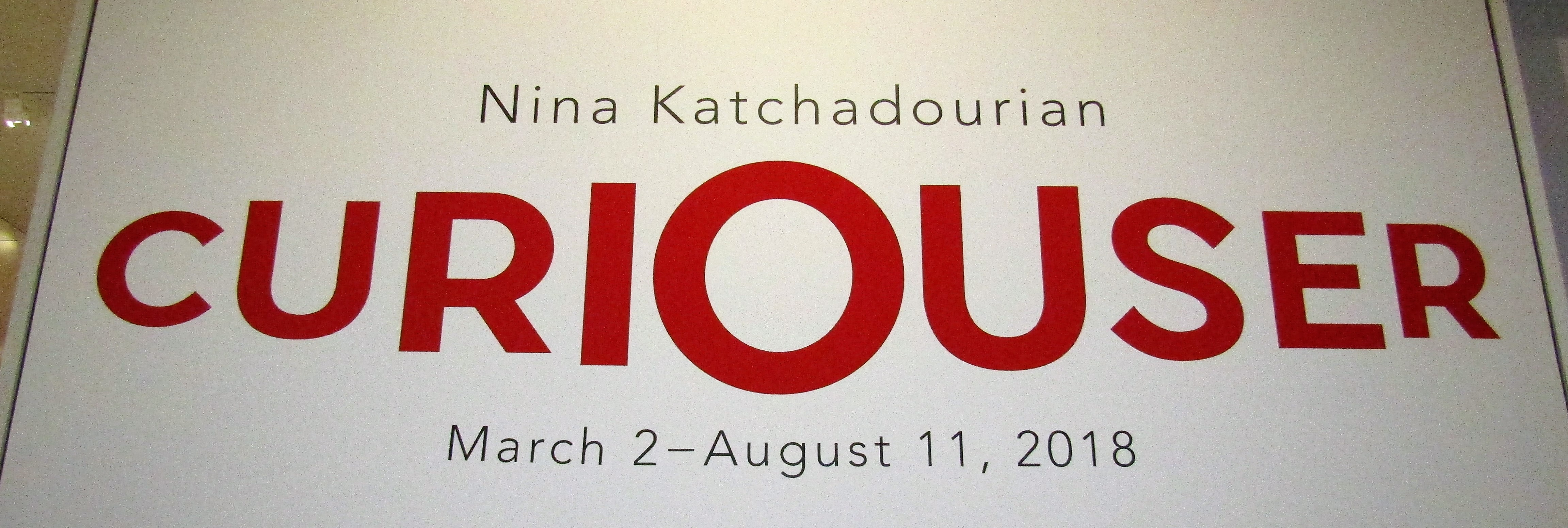
Curiouser, exposition de Nina Katchadourian au BYU Museum of Art, Université Brigham Young.
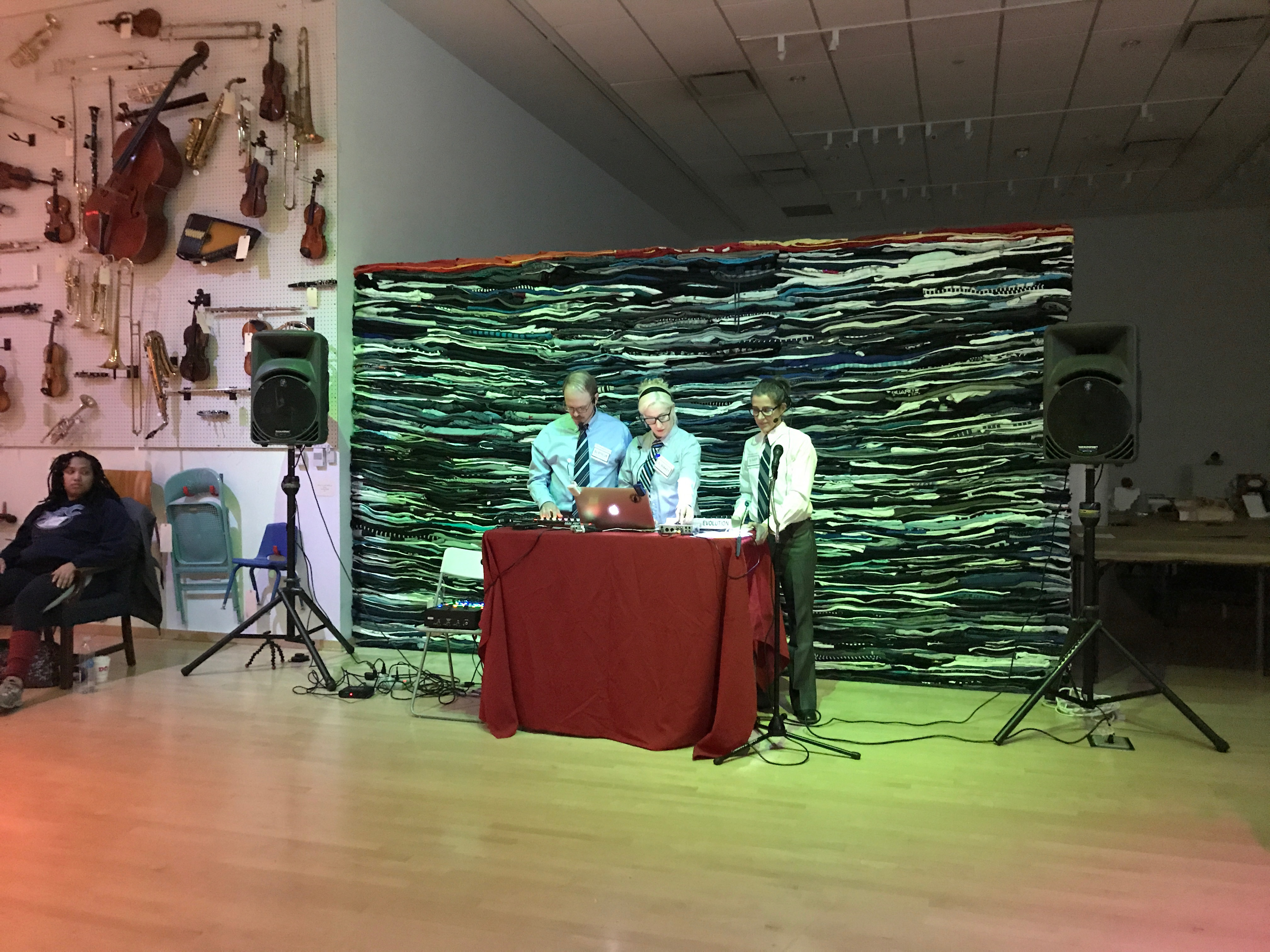
Hold Music Dance Party at Temple Contemporary
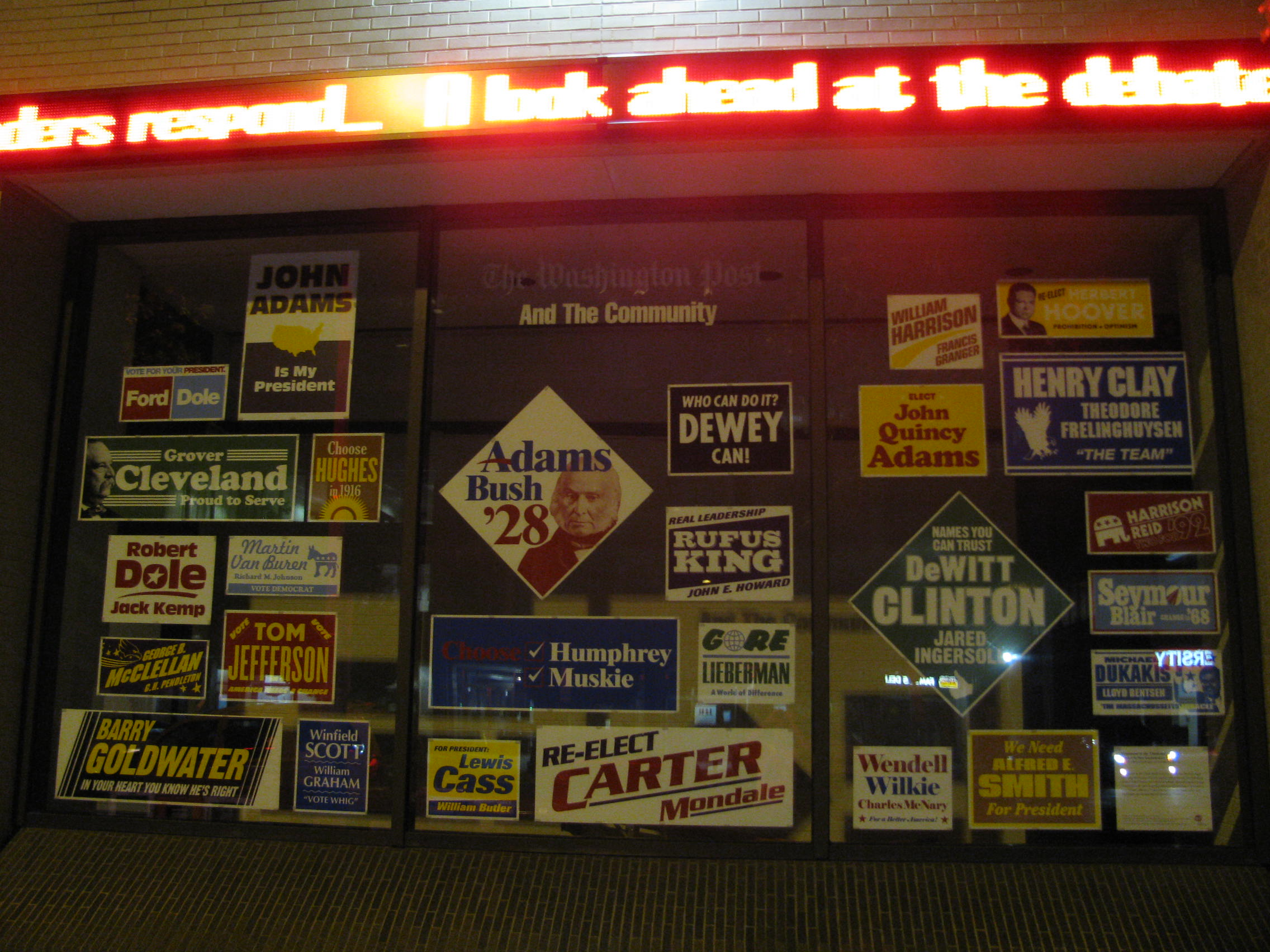
Monument aux non élus
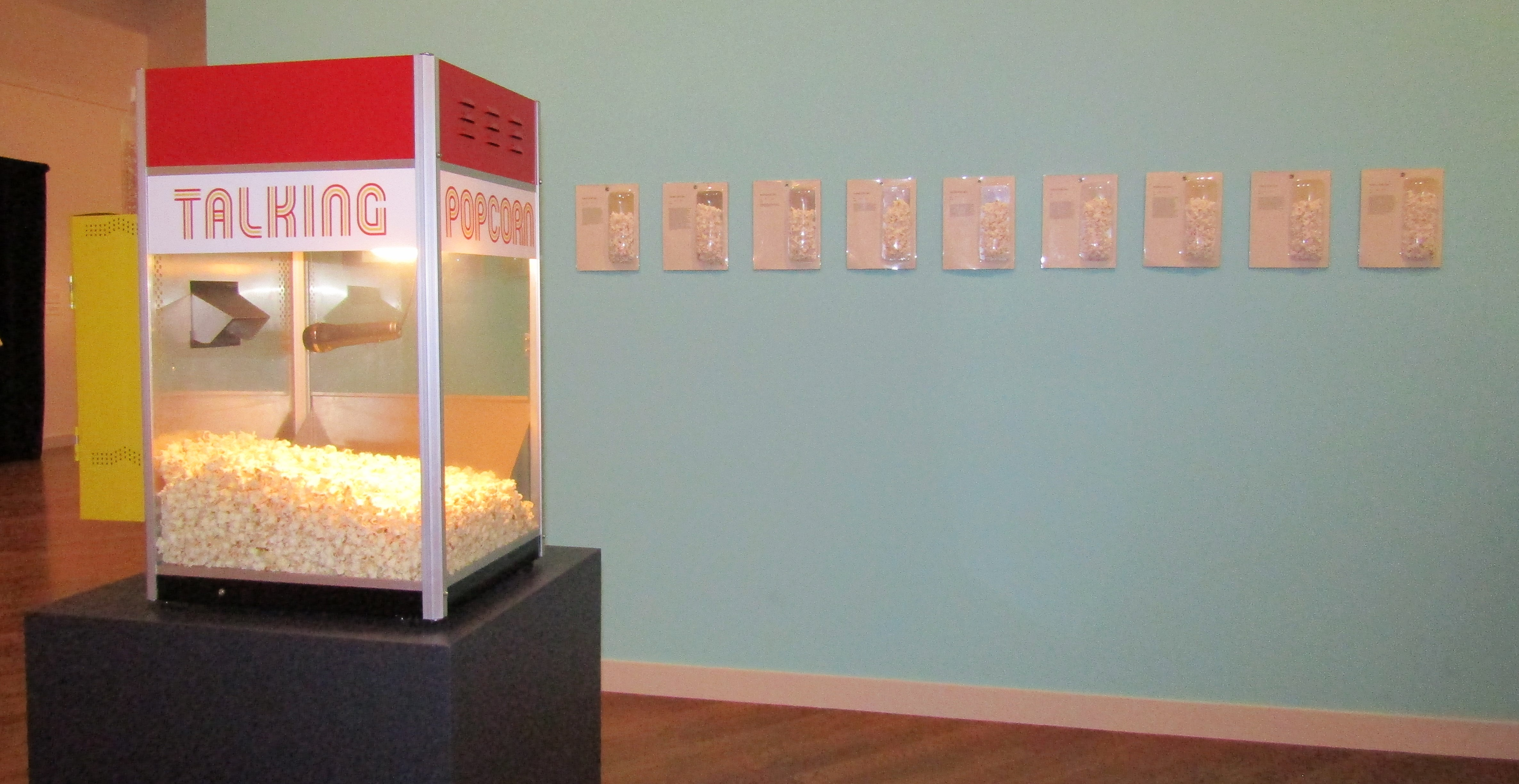
Talking Popcorn
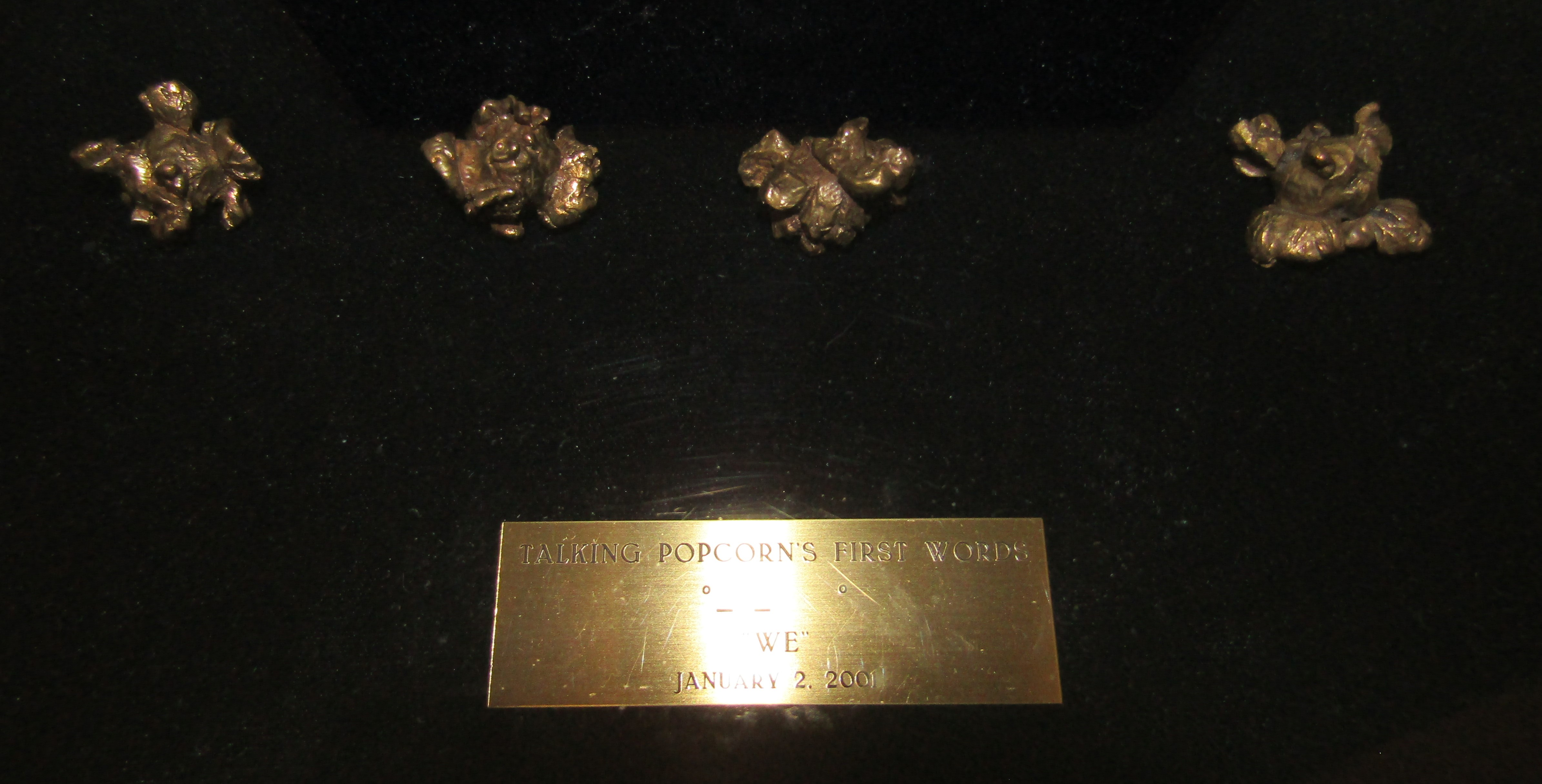
Talking Popcorn, les premiers mots